# Machaerina ekmanii
Machaerina ekmanii är en halvgräsart som först beskrevs av Georg Kükenthal, och fick sitt nu gällande namn av Tetsuo Michael Koyama. Machaerina ekmanii ingår i släktet Machaerina och familjen halvgräs.
Artens utbredningsområde är Haiti. Inga underarter finns listade i Catalogue of Life.